# Ingrid Häußler
Ingrid Häußler (* 18. März 1944 in Görlitz) ist eine deutsche Politikerin (SPD). Sie war von 1998 bis 2000 Ministerin für Raumordnung und Umwelt des Landes Sachsen-Anhalt und anschließend bis 2007 Oberbürgermeisterin der Stadt Halle (Saale); ihre Nachfolge trat Dagmar Szabados (SPD) an.

## Leben und Wirken
Nachdem Ingrid Häußler 1960 ihre Mittlere Reife abgeschlossen hatte, absolvierte sie eine Ausbildung zur Chemielaborantin, welche sie 1962 erfolgreich beendete. Noch im selben Jahr trat sie der Gewerkschaft Chemie-Glas-Keramik im FDGB bei. 1963 holte sie an einer Abendschule ihr Abitur nach und begann daraufhin noch im selben Jahr ein Chemiestudium an der TU Dresden. 1968 schloss sie ihr Studium als Diplom-Chemikerin ab. Nach ihrem Studium wurde sie wissenschaftliche Mitarbeiterin mit Personalverantwortung in der chemischen Forschung im Kombinat VEB Chemische Werke Buna. 1989 trat sie der SPD bei. 1990 wurde sie zur Betriebsratsvorsitzenden gewählt. Im selben Jahr trat sie zur Gewerkschaft Chemie-Papier-Keramik über. Von 1994 bis Mai 1995 führte sie dieses Amt erneut aus, jedoch als freigestellte Betriebsrätin.

## Politische Tätigkeit
Ingrid Häußler trat während der Wende im November 1989 in die SPD ein. Sie war in der Partei in vielen Vorstandsämtern tätig. So war sie seit Februar 1990 Mitglied des SPD-Bezirksvorstandes Halle. Seit August 1990 ist sie Mitglied im Landesvorstand der SPD Sachsen-Anhalt, zwischen 1992 und 1998 war sie stellvertretende Landesvorsitzende.
Kommunalpolitisch wirkte Ingrid Häußler von 1990 bis 1994 als Stadträtin in Halle. 1994 bis 1995 war sie Mitglied des Landtages von Sachsen-Anhalt. Dort war sie Vizepräsidentin des Landtages und Mitglied im Ausschuss für Wirtschaft und Technologie.
Ab Mai 1995 bis Mai 1998 war sie Regierungspräsidentin im Regierungspräsidium Halle. Am 26. Mai 1998 zog sie als Ministerin für Raumordnung und Umwelt unter dem Ministerpräsidenten Reinhard Höppner ins Kabinett der Landesregierung von Sachsen-Anhalt ein. Dieses Amt bekleidete sie bis zum April 2000. Seit 1. Mai 2000 war sie gewählte Oberbürgermeisterin der Stadt Halle (Saale). Häußler trat zur Oberbürgermeisterwahl 2006 nicht erneut an. Als Nachfolgerin wurde Dagmar Szabados (SPD) gewählt, ihre Amtszeit begann am 1. Mai 2007.
Am 21. Oktober 2009 wurde Ingrid Häußler für ihre ehrenamtliche Arbeit mit dem Bundesverdienstkreuz am Bande ausgezeichnet.
Häußler, die heute in Halle lebt, ist geschieden und hat drei Kinder.

## Ehrungen und Auszeichnungen
- 2024: Verdienstorden des Landes Sachsen-Anhalt[2]

## Weitere Ämter/Positionen
- Vorsitzende des Aufsichtsrates der EXPO 2000 Gesellschaft Sachsen-Anhalt mbH
- Vorsitzende des Stiftungsrates der Stiftung Umwelt und Naturschutz
- Aufsichtsratsvorsitzende der Energieagentur Sachsen-Anhalt
- Stellvertretende Vorsitzende im Vorstand der Stiftung Arbeit und Umwelt
- Vorsitzende des Regionalen Fremdenverkehrsverbandes Halle-Saale-Unstrut e. V.
- Präsidentin der Halleschen Leichtathletik-Freunde e. V.
- Vorstandsvorsitzende der BÜRGER.STIFTUNG.HALLE